# 燒燙燙的愛
〈燒燙燙的愛〉（英語：Burning Low）是《探險活寶》第四季的第16集。在卡通頻道2012年7月30日播出。本集以阿寶和老皮為主角。在這一集裡，阿寶和老皮以為泡泡糖公主嫉妒阿寶的火焰公主的關係。事實上泡泡糖是擔心火焰公主會熱戀而直接自燃，形成洞掉入地殼。